# Жигерген
Жигерген (каз. Жігерген) — село в Казыгуртском районе Туркестанской области Казахстана. Административный центр Жигергенского сельского округа. Находится примерно в 33 км к северо-востоку от районного центра, села Казыгурт. Код КАТО — 514036100.

## Население
В 1999 году население села составляло 1222 человека (629 мужчин и 593 женщины). По данным переписи 2009 года, в селе проживало 1155 человек (607 мужчин и 548 женщин).